# Naso brachycentron
Naso brachycentron là một loài cá biển thuộc chi Naso trong họ Cá đuôi gai. Loài cá này được mô tả lần đầu tiên vào năm 1835.

## Từ nguyên
Từ định danh của loài cá này, brachycentron, trong tiếng Latinh có nghĩa là "gai ngắn", ám chỉ gai vây lưng của N. brachycentron ngắn hơn so với Naso unicornis.

## Phạm vi phân bố và môi trường sống
N. brachycentron có phạm vi phân bố rộng khắp Ấn Độ Dương - Thái Bình Dương. Loài cá này được tìm thấy dọc theo vùng bờ biển Đông Phi, bao gồm Madagascar và những bãi cạn, quần đảo xung quanh, cũng như những quần đảo thuộc Nam Á, trải rộng khắp vùng biển bao quanh quần đảo Mã Lai (trừ vịnh Thái Lan) và một số đảo quốc thuộc châu Đại Dương xa nhất ở phạm vi phía đông là đến quần đảo Marquises và quần đảo Society (Polynesia thuộc Pháp); phạm vi phía bắc trải dài tới quần đảo Ryukyu (Nhật Bản); phạm vi phía nam giới hạn tới rạn san hô Great Barrier, Vanuatu và New Caledonia.
N. brachycentron sống gần các rạn san hô ở độ sâu khoảng từ 5 đến 50 m, nhưng thường được quan sát ở độ sâu khoảng từ 15 đến 20 m.

## Mô tả
Chiều dài cơ thể tối đa được ghi nhận ở N. brachycentron là 90 cm. N. brachycentron là một loài dị hình giới tính. Ở cá đực, ngoài chiếc sừng mọc ở trước trán, N. brachycentron còn có một bướu lớn ở lưng; cá cái chỉ có bướu lưng mà không có sừng ở trán. Sừng và bướu sẽ phát triển khi chúng đạt chiều dài ~20 cm. Có 2 phiến xương nhọn ở mỗi bên cuống đuôi, tạo thành ngạnh rất sắc.
N. brachycentron có màu lam xám đậm ở thân trên, thân dưới có màu xám nhạt. Cá con và cá đang lớn có màu ô liu xám; cuống đuôi có dải trắng. Thùy đuôi của cá đực lẫn cá cái trưởng thành khá dài, vây đuôi hình cánh nhạn. Sau đầu của chúng có nhiều chấm trắng.
Số gai ở vây lưng: 4 - 5; Số tia vây ở vây lưng: 28 - 30; Số gai ở vây hậu môn: 2; Số tia vây ở vây hậu môn: 27 - 28; Số tia vây ở vây ngực: 17; Số gai ở vây bụng: 1; Số tia vây ở vây bụng: 3.

## Sinh thái
Tuổi thọ lớn nhất được ghi nhận ở N. brachycentron là 31 năm. Thức ăn của các thành viên trong chi Naso là các loài động vật phù du và rong tảo.
N. brachycentron thường sống thành những nhóm nhỏ, có khi hợp thành đàn lớn, đôi khi chúng được quan sát là sống đơn độc.

### Trích dẫn
- P. F. Sale (2002). J. H. Choat; D. R. Robertson (biên tập). Chapter 3. Age-based studies on coral reef fishes (PDF). Coral Reef Fishes. tr. 57–80. doi:10.1016/B978-012615185-5/50005-0.
- J. Howard Choat; William D. Robbins; Kendall D. Clements (2004). "The trophic status of herbivorous fishes on coral reefs". Marine Biology. Quyển 145. tr. 445–454. doi:10.1007/s00227-004-1341-7.